# Briant (Saône-et-Loire)
Briant ist eine französische Gemeinde mit 230 Einwohnern (Stand 1. Januar 2022) im Département Saône-et-Loire in der Region Bourgogne-Franche-Comté. Der in mittelalterlichen Urkunden als Branovium, Brianeum oder Brienna bezeichnete Ort gilt als das historische Zentrum des Brionnais.

## Lage
Briant liegt in einer Höhe von etwa 350 m ü. d. M. in der alten Kulturlandschaft des Brionnais im Süden Burgunds. Der Ort befindet sich etwa 25 Kilometer (Fahrtstrecke) südwestlich von Charolles bzw. etwa 72 Kilometer westlich von Mâcon. Die sehenswerten Orte Saint-Julien-de-Jonzy und Charlieu liegen nur zehn bzw. 20 Kilometer südlich. Marcigny, zu dem Briant einst gehörte, befindet sich etwa 13 Kilometer westlich.

## Bevölkerungsentwicklung
| Jahr      | 1962 | 1968 | 1975 | 1982 | 1990 | 1999 | 2006 | 2020 |
| Einwohner | 310  | 318  | 264  | 265  | 225  | 206  | 211  | 228  |

Im 19. Jahrhundert hatte der Ort zeitweise über 500 Einwohner, so dass die Pfarrkirche vergrößert werden musste.

## Wirtschaft
Die hügelige Umgebung von Briant war stets landwirtschaftlich geprägt, wobei die Zucht von Charolais-Rindern eine große Rolle spielt. Der Ort selbst blieb bis ins frühe 20. Jahrhundert hinein das Handwerks-, Handels- und Dienstleistungszentrum für die Weiler und Einzelgehöfte der Umgebung.

## Geschichte
Der Ort wird mit dem Stamm der Branovii in Verbindung gebracht, von denen Julius Cäsar in seinem Werk ‚Der Gallische Krieg‘ (De Bello Gallico) spricht, doch wurden bislang keine Funde aus römischer Zeit entdeckt. Im Jahr 1103 wurden Kirche und Ort vom Grundherrn (seigneur) von Semur der Abtei Cluny übergeben, die sie wiederum dem Priorat von Marcigny unterstellte.

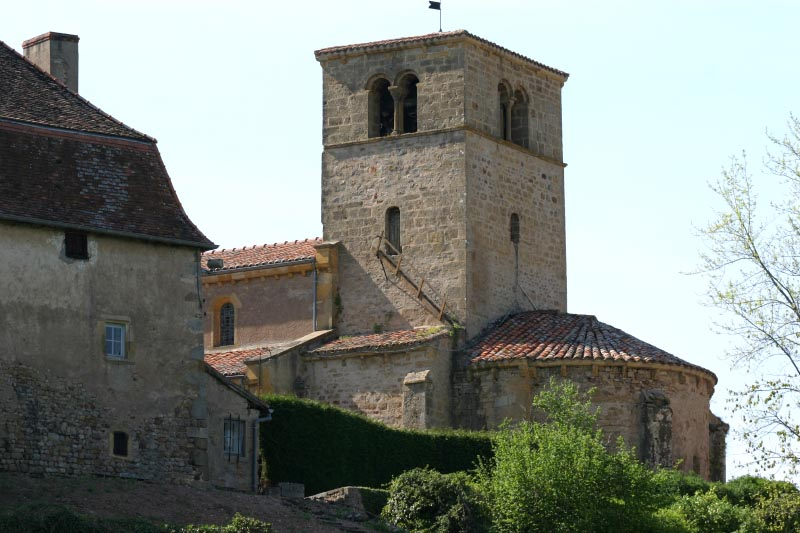
Kirche Saint-Nazaire-et-Saint-Celse

## Sehenswürdigkeiten
Apsis, Querhaus und Vierungsturm der ehemals einschiffigen Pfarrkirche stammen noch aus dem 11./12. Jahrhundert; sie sind aus einer Mischung von Bruch- und Hausteinen errichtet und weitgehend schmucklos. Das heute dreischiffige Langhaus und die Westfassade wurden im 19. Jahrhundert in neoromanischen Stilformen erneuert.